# Jan Carstenszoon
Jan Carstenszoon (también conocido por las siglas de su patronímico Carstensz. o Carstensz, que significa «hijo de Carstens») fue un navegante y explorador neerlandés del siglo XVII, recordado por ser uno de los primeros occidentales en llegar a las costas australianas del que muy pocas cosas se saben.

## La expedición a Australia (1623)
En 1623, Carstenszoon fue encargado por la Compañía Holandesa de las Indias Orientales para dirigir una expedición a la costa sur de la isla de Nueva Guinea y más allá, para dar seguimiento a la exploración de las tierras avistadas más al sur en los viajes de 1606 de Willem Janszoon en el Duyfken.
Zarpó el 21 de enero de Amboina , en la isla Ambon, en la Indias Orientales Neerlandesas, al frente de una pequeña flota de solo dos barcos, el Pera y el Arnhem (un barco más pequeño capitaneado por Willem Van Colster Joosten). Las naves viajaron siguiendo la costa meridional de Nueva Guinea y el 11 de febrero desembarcaron en la costa de Nueva Guinea, muriendo el piloto del Aernem y otras 10 personas en un conflicto con los nativos. A finales de marzo se dirigieron al sur y avistaron la costa australiana el 12 de abril, en algún lugar cerca de Port Musgrave. Siguieron la costa occidental de la península del Cabo York, adentrándose en el golfo de Carpentaria. El 14 de abril de 1623 superaron el cabo Keerweer. Desembarcaron en busca de agua fresca para aprovisionarse y Carstenszoon se encontró con un grupo de indígenas australianos. Carstenszoon los describió como «pobres y miserables gentes buscando» que «no tenían conocimiento de los metales preciosos o de las especias».
El 24 de abril, cerca del extremo sur del golfo de Carpentaria, dejaron una tabla con datos grabados de la visita, y dos días más tarde se encaminaban de nuevo hacia el norte. El 8 de mayo, Carstenszoon y su tripulación se enfrentaron en una escaramuza con 200 aborígenes en la desembocadura de un pequeño río, cerca del cabo Duyfken (nombre de la embarcación de Janszoon que había visitado anteriormente la región) y desembarcaron en el río Pennefather.
Carstenszoon alcanzó la desembocadura del río Staaten y el 14 de mayo estaba cerca de la desembocadura del río Jardine, a pocos kilómetros al suroeste del cabo York. Estuvo muy cerca de descubrir el actual estrecho de Torres, el paso entre Australia y Nueva Guinea, pero se encontró con vientos adversos y decidió regresar. El Pera y Carstenszoon volvieron de regreso a Ambon, donde estaban el 8 de junio, mientras que el Arnhem cruzó el golfo de Carpentaria, avistando la costa este de la Tierra de Arnhem.
Carstenszoon nombró varios accidentes geográficos a lo largo de la costa norte de Australia, como el río Carpentier y también el golfo de Carpentaria, ambos en honor a Pieter de Carpentier, en ese momento Gobernador General de las Indias Orientales Neerlandesas.

## Reconocimientos

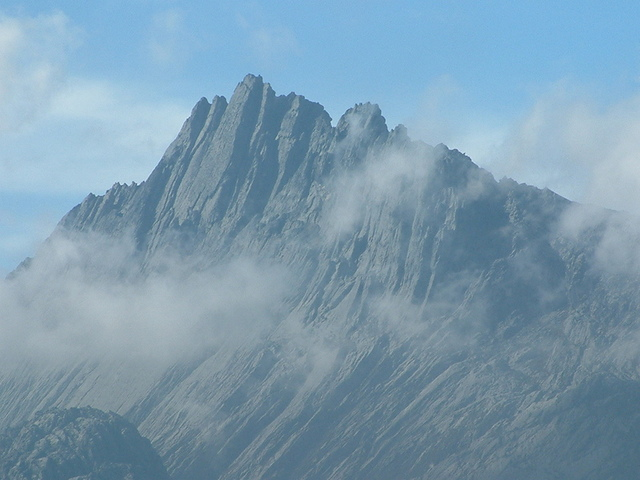
La pirámide Carstensz o Puncak Jaya, en Indonesia.

La pirámide de Carstensz, en la isla de Nueva Guinea (hoy en Irian Jaya, Indonesia), la montaña insular más alta del mundo y el pico más alto de Oceanía, fue nombrada en su honor. Carstenszoon avistó los glaciares en la cima de la montaña en 1623, siendo ridiculizado en Europa, cuando dijo que había visto nieve cerca del Ecuador.